# Országgyűlések Tordán
Tordán 1288-ban tartották az első dokumentált országgyűlést. Az 1505-ös országgyűlésen itt újították meg a három nemzet unióját. 1542. december 20-án az itt tartott országgyűlés ismerte el János Zsigmondot erdélyi fejedelemnek. Az 1557-es országgyűlésen ismerték el hivatalosan a protestáns egyházat, majd az 1568-as a országgyűlésen hirdették ki a szabad vallásgyakorlást a négy legelterjedtebb keresztény felekezet számára. Az okiratilag kimutatható tordai országgyűlések száma 127 (vannak olyanok, melyeket a hagyomány őriz, de pillanatnyilag nincs rá tárgyi bizonyíték), és kiemelhető az a tény, hogy ez a szám messze meghaladja a bármelyik más erdélyi városban tartott országgyűlések számát.
A tordai gyűlések többsége csak az Erdélyi Fejedelemség országgyűléseinek számítottak, mivel az itt tartott gyűlések nagy része az ország három részre szakadásának idején zajlott le.

## Az 1288-as országgyűlés
A meglevő dokumentumok szerint 1288. június 8-án Kun László megjelent a Tordán tartott első országgyűlésen és Erdély idegyűlt hadaihoz csatlakozott, hogy majd a menekülő kunokat egészen a tatárok földjéig űzze. Az országgyűlésen működő bírák jelentették be az erdélyi püspököt beiktatását. A jelentés keltezése: Datum in villa cruciferorum de Torda febr. 3. pr. ante festum Barnabae apost. (június 8-án).
Egyesek szerint azonban nem pontos az az állítás, hogy ez lett volna az első tordai országgyűlés, Kőváry László állítása szerint már Szent István korában az erdélyi nemesség országgyűléseinek színhelye Torda volt.

## Az 1321-es országgyűlés
Károly Róbert 1321-ben az erdélyi szászok megfékezése végett tábori országgyűlést tartott Tordán, ahol Szécsényi Tamást nevezte ki Erdély vajdájának.

## Az 1324-es országgyűlés
Károly Róbert 1324-ben ismét országgyűlést tartott Tordán, miután Szécsényi Tamás a lázadó szászokat legyőzte. Az országgyűlésen hozott határozatával felmentette az erdélyi nemességet a királyi adók alól, illetve megerősítette Torda II. Endrétől nyert kiváltságleveleit.

## Az 1438-as országgyűlés
1438. február 2-án, Albert uralkodása kezdetén, tartottak itt országgyűlést, miután legyőzték Budai Nagy Antalt és seregét Kolozsmonostornál. Ekkor erősítik meg a nemesek a Három Nemzet Unióját (magyar, székely, szász), amelyet a Fehér-Körös melletti Kápolnán tartott közgyűlésen kötöttek véd- és dacszövetségként az erdélyi magyar nemesek, a székelyek és a szászok (testvéri unió).

## Az 1463-as országgyűlés
1462 tavaszán a törökök megtámadták Havasalföldet, mivel Karóbahúzó Vlad fejedelem az előző évben szerződést kötött Mátyással, és megtagadta a török adót. Mátyás király szeptember 17-én Tordán szervezte meg a Vlad segítségére küldött magyar segédcsapatokat, de Vlad vereséget szenvedett. Ez lázongásokhoz vezetett és sérelmeik Mátyás elé terjesztése végett 1463-ban összehívták az országgyűlést Tordára.

## Az 1505-ös országgyűlés
1505. december 18-án mindhárom nemzet Tordán országgyűlést tartott. Az egyesített országgyűlés bizottságot állított fel azzal a feladattal, hogy a három nemzet egyezségét a segesvári országgyűlésre előkészítse.

## Az 1525-ös országgyűlés
A mohácsi vész előtt utoljára akkor gyűltek össze a rendek Tordán, 1525-ös újévkor a Lippánál táborozó Szapolyai/Zápolya János vajda hívta össze őket, hogy a közelgő török veszedelem elhárításáról tanácskozzanak, de ő végül meg sem jelent, mivel éppen akkor vesztett csatát a törökökkel a Temesi bánság határán. Az országgyűlés megszavazta a sereg felállítását. A következő évben Zápolya János e sereggel – amely egyes túlzó becslések szerint 40 ezer főt számlált, de valójában csak 10-15 ezer katonát – elindult Mohács felé, de máig tisztázatlan okokból sohasem ért oda, hanem Szegednél vesztegelt.

## Az 1542/43-as országgyűlés
Az 1542. december 20-án kezdődő tordai országgyűlés már az önálló Erdély államhatalmi szerveit és közigazgatását rendezte török függőségben. A stabilizálódó erdélyi helyzet okán – Fráter György ekkor hivatalosan is szakított Ferdinánddal. Az országgyűlés felmondta a gyalui egyezményt, megszavazta a török adót és ismét megújította a három nemzet unióját. Ugyanakkor az országgyűlés elismerte János Zsigmondot erdélyi fejedelemnek. Az ülést december 22-én zárták be, de akkor rögtön össze is hívták az országgyűlés folytatólagos ülését 1543. február 26-ra, szintén Tordára. Ekkor az országgyűlés kimondották és törvénybe iktatták, hogy Izabellát fia nevében, annak nagykorúságáig fejedelmüknek választják, minden fenségi jogot kezeibe tesznek le. határozat született arról is, hogy a portára adót küldenek. Szándékuk az volt, hogy az adó által eszközöljék ki Izabella és fia uralkodási jogának elismerését és a királyfi halálával biztosítsák Erdély részére a szabad fejedelemválasztást.
Az országgyűlés fontos volt azért is, mert a reformáció diadalának és a vallásszabadságnak is ez volt az első törvényes kiindulási pontja. Ugyanis a protestantizmust Erdély délkeleti részében hirdető Honterus Jánost, Martinuzzi megidéztette erre az országgyűlésre. Helyette paptársai jöttek el, de a rendek hangulata olyan volt, hogy az új vallásnak hívei nem annyira korlátozásban, mint inkább felbátorításban részesültek éppen abban az időben, amikor Ferdinánd a Szepességben vadul kezdte a protestánsokat üldözni. Az országgyűlés felvilágosodott magatartása nem kis mértékben járult hozzá az Erdélyi Fejedelemség megszilárdulásához, és döntően hatott a protestáns szászok csatlakozására, akik átlátták, hogy a külön Erdélyben vallásuk szabad gyakorlatára számíthatnak, míg a türelmetlen és vakbuzgó Ferdinándtól annak csak üldözését és kiirtását várhatták.

## Az 1544-es országgyűlések
Az 1544. április 24-ére összehívott országgyűlés a három nemzet egymással véd- és dacszövetségét újrakötötte, így megújították az egy századdal azelőtti egyességet, és kimondták azt, hogy a hazát, pénzzel és védőerővel egyaránt oltalmazzák. A helytartót jószágadományozási joggal ruházták fel, és a további vallásújításokat korlátozták.
Az év augusztus 1-én Izabella királyné ismét országgyűlést tartott Tordán, melyre az erdélyi három nemzet mellett a magyarországi részeket is meghívta. Ez volt az első eset, a mohácsi vész óta, hogy a csatolt részek Erdéllyel együtt tanácskoztak és alkottak törvényeket. Martinuzzi ezen az országgyűlésen mindenáron el akarta érni, hogy az ország kormányzójává válasszák, de tervét nem tudta keresztülvinni, meg kellett elégednie azzal, hogy csak Erdély és a tiszai részek főbírájává tették, kikötve a királynétól való függőségét és hogy fő- és becsületvesztés eseteiben a királynéhoz fellebbezhessenek. Ugyanakkor az országgyűlés határozata értelmében, Martinuzzi az ország jövedelmeiről az országgyűlésnek számot kellett adjon.

## Az 1545-ös országgyűlések
1545. április 21-én Izabella és János Zsigmond jelenlétében tartották meg az országgyűlést Tordán, melyen adót szavaztak meg, és az osztrákokkal való érintkezést és levelezést fejvesztés terhe alatt betiltották. Ezen a gyűlésen a reformáció hallgatólagosan el lett ismerve, a további hitújítás eltiltásával a „status quo” fenntartásával. Ez által lényegében kimondatlanul is az ország nagy részének vallásszabadsága biztosítva volt, mivel a városok, valamint a szászok és székelyek (Csík kivételével) legnagyobb részén legtöbbje az újított hitet követte. Ezen az országgyűlésen rendezték a hadfelkelést, a hadak élelmezését, minden 20 emberre rendelve egy élelmi társzekeret. Szabályozták a vásárokat is, az élelmi cikkek árát megszabták, kimondva az is, hogy: „minden adás-vevésnél megigyák a Szent János-poharát (áldomást) hogy az abban résztvevők szükség esetén tanúul szolgáljanak.”
Ugyanebben az évben, október 28-án ismét országgyűlést tartottak Tordán. Ezen a királyné udvartartására mindenik nemzet külön-külön 4 000 forintot szavazott meg, és minden portára 65 dénár adót szabtak ki, amiből 16 000 forintot a tordai kincstárba kellett begyűjteni. Az országgyűlés a tolvajok szigorú üldözését is elrendelte, kimondva azt is, hogy a kiküldendő négy esküdt ne üldözze azokat, akik 3 éve „tiszta életet folytattak”.
A humánus intézkedés effektíven a becsületességi alapon való rehabilitációt alapozta meg, azzal, hogy a javulást jutalmazta. Ilyen típusú „erkölcsjavító intézkedést” – abban a korban – Európa kevés országában lehetett találni, és ez Erdély akkori műveltségének és szabadelvűségének magas fokát jelöli.

## Az 1548-as országgyűlések
Az 1548. május 27-én tartott országgyűlésben a rendek ismét kormánytanácsot adtak a királyné és Martinuzzi mellé, és megtiltották, hogy ezen kormánytanács nélküli alkudozásokat és követküldéseket. Az országgyűlés megszavazta, hogy mindegyik erdélyi nemzet 2 000 harcost mindig készenlétben tartson, hogy az országban ne legyen több komoly vallásújítás és hogy a hitszónokok székhelyeikről ne járjanak „szerte-széjjel”.
A november 30-án tartott következő országgyűlés adót szavazott meg.

## Az 1550-es országgyűlés
1550 novemberében Martinuzzi tartott tábori országgyűlést, hogy az Erdélybe nyomuló török és moldovai hadak ellen intézkedjenek. Innen vonult a királyné rendelkezésre Tordáról Martinuzzi Marosvásárhelyre, ahová a véres kard széthordására 50 000 ember gyűlt táborába, és így a vészt el tudta hárítani
Az országgyűlésen a kendi várat feldúló és kincsét elrabló Balassa Menyhértre szigorú büntetést szabtak ki.

## Az 1551-es országgyűlések
1551. május 8-án a Ferdinándhoz átpártolt Martinuzzi a királyné ellen irányuló országgyűlést tartott Tordán híveivel és minden fegyverfogható személyt, fejvesztés terhe mellett a helytartó táborába rendelt. Innen indult el Martinuzzi Gyulafehérvár ostromlására, majd a Szászsebesre vonult királynét trónja elhagyására és Erdélynek és a koronának Ferdinánd részére való átbocsátására kényszerítette.
Ugyanebben az évben Tordán egy második országgyűlés is volt, melyet Báthory Endre (Ferdinánd vajdája) hívott össze, melyen országos segélyt szavaztak meg, és elrendelték Kövendi megölését.

## Az 1552/53-as országgyűlések
1552. május 22-én Castaldó János tartott Tordán országgyűlést, melyen a vallásegyenlőség törvénybe-iktatása ígéretével hízelegte ki a rendektől, hogy mindegyik nemzet 2 000 zsoldos felállítását megígérte. Ezen az országgyűlésen tiltó határozatot hoztak, amely nem engedélyezte a császári hadaknak a sarcolást és ingyenes munka követelését.
Ugyanebben az évben, júniusban Castaldo és Báthory Endre tartottak Tordán országgyűlést, ahol az elkeseredett rendek kimondták, hogy rosszabb helyzetben vannak, mint a török uralom alatt és hadba szállást csak Castaldo fenyegetésére határozták el, de végül a Keresztesmezőre összegyűlt hadak nem a török ellen szálltak harcba, hanem a Kolozsvárt bombázó és Fejérvárt, Szebent feldúló rabló német hadakat verték szét.
1553. június 16-án is összehívták az országgyűlést, Dobó és Kendi vajda beiktatására. A vajdáknak 2500 fegyveres jelenlétében kellett az esküt letenni, de Kendi (aki maga protestáns volt) a szentekre és a protestánsok üldözésére vonakodott az esküt letenni, Dobó letette, de a gyulafehérvári katolikus püspökség visszaállítása körüli buzgalma annyira maga ellen ingerelte a már nagyszámú erdélyi protestánsokat, hogy ezek Izabella visszahívását kezdték latolgatni.
Július 13-án is tartottak Tordán országgyűlést, ezt Dobó és Kendi vajda hívta össze, és amelyiken a rendek a nemesi só elvonásáért panaszt emeltek. Az országgyűlés utasítást adott Haller Péter kincstárnoknak és segédjének, Pesthy Gáspárnak a korona jövedelmek összeírására. Az országgyűlésen jelentést tett Balassa János királyi biztos, mely jelentés meghallgatása után az országgyűlés kimondta, hogy a vajdák, ha nem érkeznének meg az alvajdák, a törvénynapokat együtt és ne külön tartsák, a három terminus idején egy havi időtartammal felváltva Tordán és Székelyvásárhelyen, illetve a bíráskodó nemesek esküt a vajdák előtt tegyék le.

## Az 1557-es országgyűlés
Az országgyűlés június 1-jén kimondja, hogy „mindenki olyan hitben éljen, amilyenben akar, ha ezt a más vallásúak háborgatása nélkül teszi”, ezzel megtette az első lépést a vallásszabadság felé, legalizálva a lutheránus vallást. Ezt a gondolatot az 1560-as évek diétái tovább vitték. 2007-ben a Magyar Posta emlékbélyeget bocsátott ki az 1557-es tordai országgyűlés 450. évfordulójának emlékére.

## Az 1561/62-es országgyűlések
1561. április 11-én János Zsigmond tartott Tordán országgyűlést, mely amnesztiát hirdetett a megtérőknek, adót szavazott meg, a törvénykezést szabályozta és a becsületsértési ügyeket az országgyűlés elbírálása alá rendelte, illetve felhatalmazást adott arra, hogy a magyarországi részek adóját az ottani várakra fordítsák.
1562-ben Tordán tartott országgyűlés adott felhatalmazást János Zsigmond fejedelemnek a székely lázongások megfékezésére, aki ennek a felhatalmazásnak birtokában innen indult el seregeivel a székelyek ellen.

## Az 1563-as országgyűlés
Az országgyűlést 1563. június 6-ra hívta össze János Zsigmond, hogy megtárgyalják a Balassa- és Majláth-féle, illetve a székely lázadást, illetve az ellenlépéseket. A rendek megadták a fejedelemnek a felhatalmazást az alkudozásra, de azzal a feltétellel, hogy Erdély önállósága megmaradjon. Azért, hogy a király a költségekben hiányt ne szenvedjen, az adót önként felemelték 60 százalékkal. Ezen az országgyűlésen mondták ki azt is, hogy Székelyföldön, a különböző felekezetek ugyanabban a templomban felváltva tarthatják meg istentiszteleteiket (mivel nem volt mindenütt mindegyik felekezetnek temploma), de azt kikötötték, hogy egyik fél papja várja meg, míg a másik fél papja elvégzi a saját istentiszteletét, vagyis egymást ne háborgassák.

## Az 1564-es országgyűlés
Az 1564-ben tartott országgyűlés mondta ki a Luther és Kálvin tanait követő két felekezet teljes egyenjogúságát, ezzel a helvét-svájci református vallást ismerték el hivatalosan.

## Az 1566/67-es országgyűlések
Miután a török szultán Erdély fejedelemségét s annak szabad választás útján való betöltését ünnepélyes eskü és fermán által elismerte és Miksa támadása ellen a segítséget ígért, János Zsigmond 1566. március 10-re hívta össze az országgyűlést. Az országgyűlés kimondotta a nemesek és székelyek fejenként való fölkelését és a hódolni nem akaró, osztrákokkal cimboráló katolikus papok száműzését, illetve a váradi káptalan megszüntetését. Erre az országgyűlésre is meg voltak hívva a magyarországi részek is, de Svendi Lázár tiltó rendelete az ottani megyék követeit visszatartotta. Mint nemzeti és alkotmányos szempontból fontos tény, hogy ettől az országgyűléstől kezdve az erdélyi országgyűlések törvényeit kizárólag magyarul szerkesztették (1714-ig).
1566. május 28-ra másodszor hívta össze János Zsigmond az ország rendjeit. Ekkor választották meg Hagymási Kristófot, Báthory Kristófot és Majláth Gábort fővezéreknek, a Keresztesmezőre pedig 5000 főből álló tábort vontak össze, és megszervezték a különböző fegyvernemek vezérkarait, Ugyanakkor adót, vajat, lisztet hagytak jóvá a töröknek, amelyet a tordai udvarából induló király Gyulafehérváron át, még soha nem látott pompával és fényes kísérettel vitt Nándorfehérvárra a szultán látogatására.
1567. március 4-én, a német támadás hírére hívták össze az ország rendjeit. János Zsigmond az országgyűlés bezártával azonnal elindulhatott a harctérre, mert a harc megszavazása után szinte azonnal összegyűltek a seregek a Torda melletti Keresztesmezőre.

## Az 1568-as országgyűlések

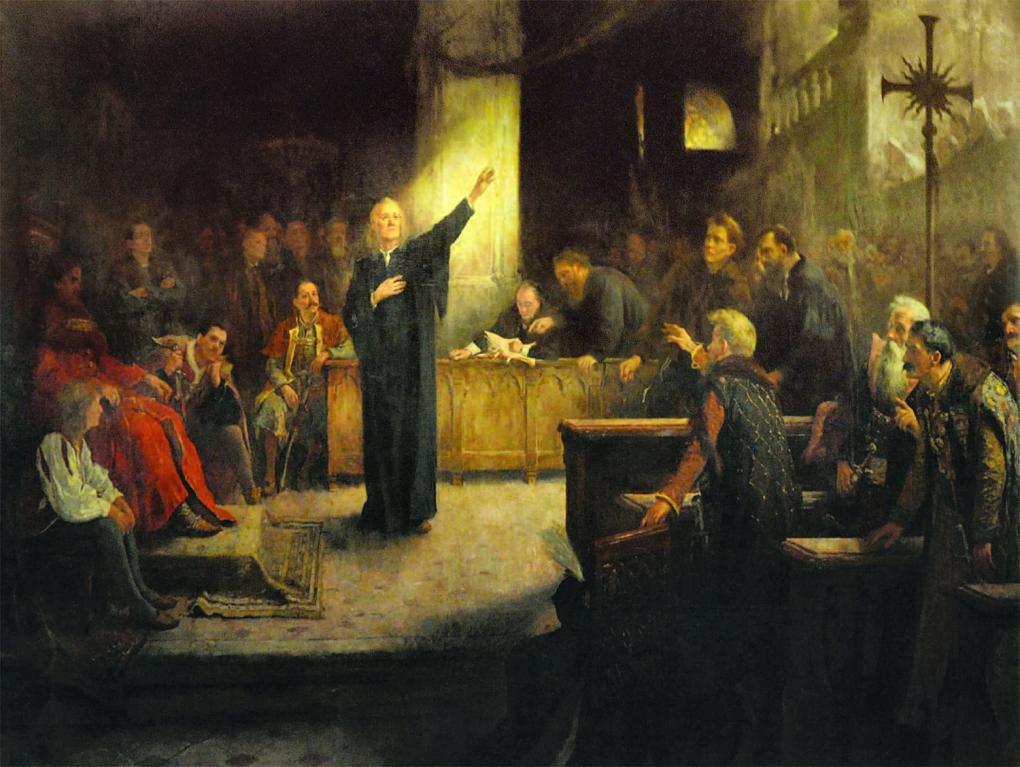
Körösfői-Kriesch Aladár: Dávid Ferenc beszéde az 1568-as tordai országgyűlésen

A leghíresebb tordai, 1568-as országgyűlést január 6. és 13. között tartották. A hagyományos történelemfelfogás szerint ezen hirdették ki – Európában elsőként – a vallásszabadságot. Ennek tényleges tartalma az volt, hogy a törvény biztosította a négy legelterjedtebb keresztény vallás szabad gyakorlását és terjesztését. A törvény által kedvezményezett, úgynevezett bevett vallások (a korban közkeletű latin szóval recepta religio) a katolikus, a lutheránus, a református és az unitárius vallások voltak. Nem nyújtott a törvény védelmet más keresztény felekezeteknek. Az anabaptista Dávid Ferencet például vallásáért 1579-ben életfogytiglani börtönbüntetésre ítélték, majd a börtönben megölték. A lakosság egynegyedét kitevő románság görögkeleti vallása szintén nem kapott védelmet. Súlyos korlátozások alá esett a zsidók vallásgyakorlása is.
Ezzel a törvénnyel alakult ki Erdély alkotmányában a három törvényes nemzet mellett a négy törvényesen bevett vallásnak nemcsak egyházjogi, hanem politikai és közjogi rendszere is. Ettől az időponttól kezdve Erdély alkotmánya a három törvényes nemzet (magyar, székely, szász) és a négy bevett vallás egyenjogúságának elvein épült fel és fejlődött tovább.

## Az 1569-es országgyűlés
1569. június 24. és 29. között tartott országgyűlés első napján jelentette be János Zsigmond fejedelem nősülési szándékát. A hírt az ország rendjei nagy örömmel fogadták és kérték a fejedelmet, hogy semmiképpen azt el ne halassza. Ezen az országgyűlésen a fejedelem elengedett minden adóhátralékot. Ezen az országgyűlésen rendezték az iparcikkek árszabályát.

## Az 1571/72-es országgyűlések
1571. január 6–14. között tartott országgyűlés az okleveleknek a konventek általi hiteles kiadása iránt intézkedett.
1572. május 25-ére Báthory István hívott össze országgyűlést Tordára, amelyiken a hitújítók felett való felvigyázattal Dávid Ferencet bízták meg, de az ő tanait túlhaladó újítókat a fejedelem által felelősségre vonandóknak mondta ki, érvényben hagyva a János Zsigmond által kihirdetett vallásszabadságot. Mindezek mellett az országgyűlés Csáky Mihály elszámoltatásáról és korlátozásáról, gonosztevők büntetéséről és a Bogdán vajda segítésének tiltásáról rendelkezett és az országgyűlésről elmaradókra súlyos büntetést szabott ki.

## Az 1577-es országgyűlések
1577. április 21. és 26. között az apró barom kivitelét megtiltották, tolvajok általános és együttes üldözése iránt intézkedtek, adót szavaztak meg, a koronajavak visszaszerzését elrendelték, a kereskedelmi viszonyokat rendezték.
Báthory Istvánnak a lengyel trónra lépte után Báthory Kristóf került Erdély fejedelmi székébe, és ez magával hozta a jezsuiták erdélyi befolyásának megnövekedését. Ennek első megnyilvánulása volt, hogy az 1577. október 12. és 21. közötti tordai országgyűlésen az unitáriusok zsinattartási joga Tordára és Kolozsvárra korlátozódott le. Ugyanakkor a háromszéki unitárius eklézsiák látogatását a református szuperintendensre ruházták és az erőszak nélküli térítésre felhatalmazták. A moldvai zavargások miatt elrendelték, hogy a hadak készenlétben legyenek, adót szavaztak az ország szükségére, és Várad erődítésére.

## Az 1594-es országgyűlések
1594. május 12–31. között Báthory Zsigmond a töröktől való elszakadást tette a tanácskozás tárgyává, de az Kendi Sándor ajánlatára elhalasztották és Budavár visszavételéig függőben hagyták.
Ugyanebben az évben, július havában tábori országgyűlés volt Tordán, amelyen a májusban tervbe vett töröktől való elszakadás helyett azt követelte, hogy a nagykorúvá lett fejedelem tegye le az alkotmányra az esküt, amelynek része volt a török portához való hűség is. Az Erdélyt megtámadó tatárok ellen a sereget szerveztek, és még a fejedelem udvari népét is elküldték, mire Báthori Zsigmond a kormány vezetését Báthori Boldizsárnak átadva leköszönt és Kővárra visszavonult. Ezen az országgyűlésen döntöttek arról is, hogy a zsoldosok felfogadására kiküldött Gerendi János szökött jobbágyokat és cselédeket nem fogadhat fel.

## Az 1598-as országgyűlések
1598. augusztus 29-én az ország rendjei az Oppelnből visszaszökött Báthori Zsigmondot ismét fejedelemmé választották, miután az alkotmányra az esküt neje jelenlétében letette és a feltételeket elfogadta. Ezek a feltételek közt volt a többek közt az is, hogy a fejedelem szabad választását fenntartja jezsuitákat ezután csak Kolozsvárott tűr meg és, hogy idegeneket hivatalba nem tesz.
November 20-án tartottak még egy országgyűlést Tordán, melyen megerősítették az 1566 óta bevett szokást, hogy az erdélyi országgyűlés törvényeit magyarul szerkesztik meg és hirdetik ki. Ez a gyakorlat 1714-ig meg is maradt.

## Az 1636-os országgyűlés
1636. szeptember 16-án Tordán, illetve a mellette elterülő Keresztesmezőn tábori országgyűlést tartott Rákóczi György, mely a Bethlen István elleni hadba szállásról döntött. A sereg rövid időn belül innen is indult el Nagyvárad felé.
Ezután pár évtizedig nem tartottak Tordán országgyűlést, mivel Tordát Mihály vajda és Basta a század elején felégette, kifosztotta és kizsarolta, illetve lakóit több alkalommal halomra gyilkolták, így nem volt lehetőségük elszállásolni az országgyűlési követeket. Így időlegesen Gyulafehérvár, Kolozsvár és Marosvásárhely jutottak előtérbe és szolgáltak az országgyűlésnek székhelyeiül.

## Az 1691/92-es országgyűlések
1691. augusztus 1. és 21. között tartott országgyűlés az újdonságokról, parciális székek állításáról, potencia büntetéséről és az országos pecsétekről rendelkezett és felolvasták az Alvincziana resolutio szövegét, melyet a császárnak szándékoztak küldeni kiadás végett (ezt császári okiratként ki is adta 1693. május 14-én).
1692. szeptember 25-től október 6-ig tartott a következő tordai országgyűlés, a kapuszámot a szászoknál 1 400, a megyékben 1 925-ben határozták meg és kimondták, hogy aki a kormányzó parancsának nem engedelmeskedik, 200 forintig büntethető. A székelyek elvállaltak 2 400 köböl búza, 8 000 köböl zab és 2 025 szekér széna beszolgáltatását.

## Az 1694-es országgyűlés
Az 1694. július 16-i országgyűlésen II. Rákóczi Ferenc, jelezve, hogy II. Apafi Mihályon kívül még más trónkövetelő is van, a maga és nővére gróf Aspermontné nevében erdélyi javainak visszaadását kérte a rendektől, de azt a rendek elutasították.

## Az 1697-es országgyűlés
Az 1697-es volt az utolsó tordai országgyűlés. Ezt június 20. és július 7. között tartották és ekkor tárgyalták meg Bethlen Miklós ügyét, az adományozás rendjét (meg is szavazták), a katonai raktárakba adandó 40 000 köböl búzáért végrehajtással fenyegetőztek és mely teher alá az egyházi nemesek is be lettek vonva. Kimondták, hogy „a vecturát a vármegyék egymásnak átadva folytassák és hogy minden kaputól egy ökör adassék a hadi tisztek discretiojára”.